# Сент-Джордж (округ)

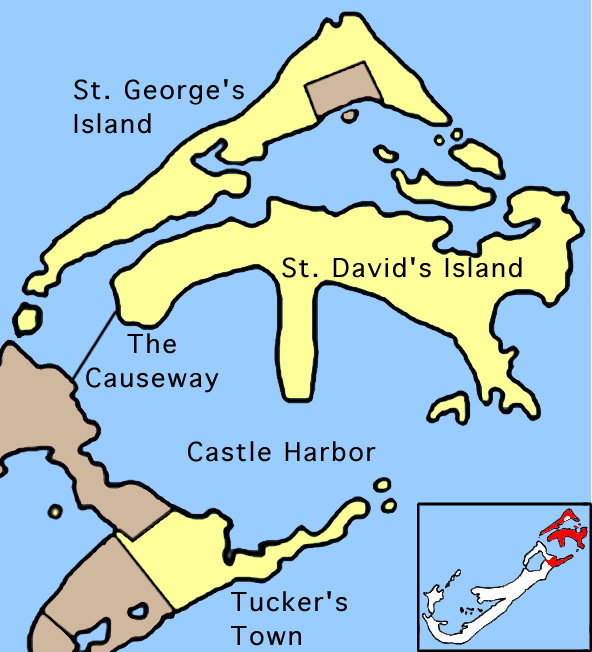

Сент-Джордж (англ. St.George's Parish) — один з дев'яти округів Бермудів. Свій округ отримав назву на честь засновника Бермудської колонії адмірала сера Джорджа Сомерса. Населення 4 679 осіб (2010).

## Географія
Округ знаходиться в північно-східній частині ланцюга Бермудських островів.
В округ входить острів Сент-Джорджа, півострів Такерс Таун, а також невеликі острови такі як Коней, Пагет, Нонсач, Кастл, Смітс. Юридично острів Сент-Девіда входить в округ Сент-Джордж, але він досить часто виступає як окрема особа. Вся площа округу становить 7,9 км².
Округ Сент-Джордж з'єднаний з округом Гамільтон насипною дорогою.